# Хак, Маргерита
Маргерита Хак (итал. Margherita Hack; 12 июня 1922 — 29 июня 2013) — итальянский астрофизик и популяризатор науки.

## Биография
Родилась во Флоренции, в 1945 году окончила Флорентийский университет. В 1947—1954 годах работала в астрофизической обсерватории Арчетри, в 1954—1964 — в обсерватории Брера-Мерате. С 1964 по 1997 — профессор астрономии университета в Триесте, в 1964—1987 одновременно — директор обсерватории в Триесте.
Член Национальной академии деи Линчеи (1978).
Основные труды в области звездной спектроскопии. Провела исследования химического состава и физических условий в атмосферах нормальных и пекулярных звезд различных типов. Изучала пекулярные двойные системы — такие, как ε Возничего, β Лиры, υ Стрельца; предложила новые модели этих звезд, основанные на спектральных наблюдениях не только в визуальной, но и в ультрафиолетовой областях спектра. Разработала двумерную классификацию звездных спектров; рассчитала контуры линий для большого количества моделей атмосфер звезд. Подготовила вместе с О.Струве и издала после его смерти четырёхтомную серию сборников «Звездная спектроскопия» — обзор основных наблюдательных данных.
Была президентом Комиссии № 29 «Звездные спектры» Международного астрономического союза в 1976—1979.
Лауреат премии Линчео по астрономии и геофизике(1980).
В её честь назван астероид № 8558.
С 2002 года являлась почётным президентом итальянского Союза атеистов и агностиков (ит.). Вегетарианка.
По результатам выборов в Ломбардии 2005 года и общенациональных 2006 года проходила в региональный и национальный парламенты соответственно по списку Партии итальянских коммунистов, но оба раза отказывалась от депутатского кресла в пользу однопартийцев, чтобы и дальше посвящать себя астрономии.
На выборах в Европарламент 2009 года выдвигалась от Антикапиталистического списка, на региональных выборах 2010 года — от Федерации левых (прошла в Лацио), на всеобщих выборах 2013 года — от партии «Democrazia Atea». В октябре 2012 года объявила о поддержке Ники Вендолы на левоцентристских праймериз.
Фигурировала в документальном фильме-путешествии В. В. Познера «Их Италия», снятом в 2011 году.
Умерла в Триесте.

## Публикации
- Esplorazioni radioastronomiche — Trattato teorico e pratico. Torino, Boringhieri, 1964.
- L’universo violento della radioastronomia, Mondadori, 1983;
- L’universo alle soglie del 2000. Dalle particelle alle galassie, Rizzoli, Milano, 1992;
- Dalle particelle alle Galassie, Rizzoli, 1992;
- Cataclysmic Variables and Related Objects, con C. la Dous, Pier Luigi Selvelli, H. Duerbeck, M. Friedjung, A. Bianchini, R. Viotti), *Alla scoperta del sistema solare con A. Braccesi e G. Caprara, Mondadori, Milano, 1993;
- Sette variazioni sul cielo, Raffaele Cortina, 1999;
- L’Universo alle soglie del terzo millennio, Rizzoli, 1997;
- L’amica delle stelle. Storia di una vita, Rizzoli, 2000;
- Etica, biodiversità, biotecnologie, emergenze ambientali con Gino Ditadi Trisonomia, 2002;
- Storia dell’astronomia. Dalle origini al duemila e oltre, Edizioni dell’Altana, 2002;
- Origine e fine dell’universo con Pippo Battaglia, Walter Ferreri, Utet libreria, 2004;
- Vi racconto l’astronomia, Laterza, 2004;
- Una vita fra le stelle, Di Renzo Editore, Roma, 1995, 2005;
- Idee per diventare astrofisico — osservare le stelle per spiegare l’universo (i misteri della scienza a cura di Lisa Vozza), Zanichelli, 2005;